# مستشفى السادات المركزي
مستشفى السادات المركزي أو مستشفى السادات العام هو مستشفى عام حكومي مصري، يتبع مديرية الشئون الصحية بمحافظة المنوفية التابعة لوزارة الصحة والسكان، يقع في الحي الأول بمدينة السادات بمحافظة المنوفية، على مساحة 1.5 فدان، أنشأ سنة 1995، يتكون مبنى المستشفى من طابقين، واستقبل خلال سنة 2022 بمتوسط 13 ألف مريض شهريًا، بلغت الطاقة الاستيعابية للمستشفى سنة 2022 حوالي 105 سرير.

## الأقسام والتخصصات
يضم مستشفى السادات المركزي العديد من التخصصات الطبية وهي الطوارئ، التخدير، الأسنان، الأنف والأذن والحنجرة، أمراض الصدر، الجلدية والتناسلية، الجهاز الهضمي والكبد، طب المسنين، الكلى والغدد الصماء، النساء والتوليد، العيون، الأطفال، الأشعة، والمعامل.

## وصلات خارجية
- الصفحة الرسمية للمستشفى على موقع فيس بوك.